# Урош Кнежевић
Урош Кнежевић (Сремски Карловци, 2. јануар 1811 — Београд, 21. октобар 1876)  био је српски сликар. Припада групи српских сликара који су поставили темељ модерном сликарству у Србији.

## Биографија
Његова личност и његово дело тесно су повезани са културном историјом Србије у XIX веку. Урош Кнежевић је био један од ретких сликара из Аустроугарске који су остали у Србији. Да Србија у то време није била погодан терен за уметност и уметнике види се по томе што се мали број сликара у њој задржао. И сам Кнежевић имао је тешких дана, ипак се навикао на ту нову средину, снашао се у њој и заволео је. Од 1834. године он је пратио развој србијанског грађанског друштва са којим се на послетку и поистоветио. Због тога он заузима посебно место међу сликарима тога времена.
Иако је Кнежевић провео у Србији скоро цео свој живот, подаци o њему су веома штури. Недавно су пронађене неке појединости o његовом првом боравку у Србији, али o последњим годинама живота не зна се скоро ништа.
Кнежевић се родио у Сремским Карловцима 2. јануара 1811. године. Отац му се звао Теодор, a мати Јулијана. Обоје су били становници карловачки. O његовој младости има нешто података. Завршио је основну школу и гимназију у родним Карловцима. Он сам овако говори o своме школовању: „Ја сам се тој красној уметности (цртању) још из детињства мог посветио и непрестано је до данас (1849) за пуне 22 године, које практично које теорично, упражњавао и то: у гимназији карловачкој, као месту мога рођења, учио сам се у школи рисовања четири целе године. Господин биргермајстор карловачки Арутиновић, човек у рисовању вешт из чисте склоности тој красној уметности, изволео ме читаву годину дана рисовању учити. Толико је воље и склоности према тој красној уметности јоште онда у мени примјечавао.” Године 1825. Кнежевић је као ученик IV разреда гимназије похађао цртачку школу, коју је при гимназији основао митрополит Стратимировић уз сарадњу сликара Арсе Теодоровића. У Патријаршиској архиви сачуван је и један цртеж Кнежевићев из тог времена.
Кнежевић овако каже o своме уделу у обнови сликарства у Србији: „У Србију пређем јулија месеца 1834, и био сам тако срећан да сам први био који сам народ српски са вкусом изображавања упознао и омилио гди сам до 1844 обилату практику имао.” Кнежевић није био први сликар који је прешао у Србију, али од свих оних који су дотле били прешли он се у њој најдуже задржао. Дана 27. јула 1837. године молио је кнеза Милоша за помоћ за време од три године колико је намеравао да проведе у Академији уметности у Бечу. Није познат одговор кнеза Милоша, али по томе што је Кнежевић и даље остао у Крагујевцу може се претпоставити да му је молба била одбијена. У то време он је био веома запослен. O томе сведоче портрети Нинића (1834), Јакова Живановића (1836), Јована Обреновића (1836), Милете Радојковића (1837), Стефана Стефановића-Тенке (1837), Димитрија Давидовића (1837), као и два портрета кнеза Милоша o којима Кнежевић говори у својој молби. Број портрета из тога времена несумњиво је много већи, али хонорар ни из далека није био довољан за остварење Кнежевићевих планова за пут у Беч. Тај хонорар често није био ни исплаћен. Године 1838. он се поново обратио кнезу Милошу за „рукопомоћ”, но ни та молба није уважена. Кнежевићев положај у тадашњем србијанском друштву види се из једног писма Тимотеја Кнежевића, начелника кнежевске канцеларије, који препоручује Кнежевића Јовану Здравковићу, књажевском татарину, и вели за њега „молер (скитница)”, a мало даље: „Немојте молера Кнежевићем звати да ми презиме не осрамоти.” To је ваљда дало повода Јовану Здравковићу, татарину, да му не исплати уговорену цену за два портрета (тринаест аршина цица и подвоз до Београда или Смедерева — или 7 талира). Разочаран, Кнежевић је из Крагујевца отпутовао у Београд крајем 1838. или почетком 1839. године, али ни тамо није био боље среће. На његово тражење (1840) да му се исплати 43 дуката за послове израђене кнезу Милошу, одговорено му је да се обрати „оному који му је исте наручивао”. Године 1842. године поднео је молбу следеће садржине књажевској канцеларији: „Урош Кнежевић. .. наводећи како је за Апелациони суд Кнежевине Србије грб израдио, и да је отличја ради нужно да се за сва надлежатељства Србије такови грбови израде, моли књаза да се исти њему на испословаије даду, које би на велику помоћ к оконченију академических наука, чега ради у Беч ићи намерава, служило.” Али ни овај његов предлог није примљен.
Тек 1844. испунила му се жеља коју је гајио десет година. Ево шта o томе каже сам Кнежевић: „Потпомогнут послом, који сам (посао) за цркву београдску и то целивајуће иконе радио, горенаведене године одем у Беч, гди сам се у Царској академији до 1847. бавио, и толико сам срећан био, да се мој посао чести: у Кунстауштелунгу бечком 1846. изложен бити, удостојио.”
Занимљиво је да у архиви бечке Сликарске академије није нађено и Кнежевићево име. O Кнежевићевом боравку у Бечу не зна се много. Кукуљевић-Сакцински вели да је 1846. сликао портрете Вука Караџића, његове жене и ћерке, a Медаковић спомиње и један портрет Његоша.
Мало је познато да је Урош Кнежевић израдио план за цркву у Мајданпеку, која је утемељена 1856. године, а освештана највероватније 1859. На ову чињеницу први је скренуо пажњу познати геолог и историчар рударства др Василије Симић, у свом делу „Изградња и насељавање Мајданпека 1849—1857. године”, коју је издао Музеј рударства и металургије Бор 1982. године. Истражујући даље овај детаљ, мајданпечки етнолог и ликовни педагог, Паун Ес Дурлић је у броју 1 „МАРТИРА”, свитка за културну баштину општине Мајданпек, који је изашао у Мајданпеку 1997. године, изнео следећу претпоставку.
Урош Кнежевић се по повратку у Београд, октобра 1847. године врло брзо наметнуо као сликар портретиста, и његов успон траје до пада кнеза Александра Карађорђевића. У то време, истичу историчари уметности, био је на пољу портрета први сликар у Србији. Због тога га кнез Александар ангажује да за потребе двора изради серију портрета великана српске историје, управо у време када министар финансија Паун Јанковић води интензивну акцију на подизању цркве у Мајданпеку.
Како је могло доћи до тога да један познати сликар-портретиста буде ангажован за израду пројекта мајданпечке цркве? У недостатку савремених извора, засад, морамо се бавити претпоставкама. Први се наговештаји дају наслутити из околности да су се биографије сликара Кнежевића и књаза Александра историјски укрстили управо у том периоду. Из студија Павла Васића о Урошу Кнежевићу, примећујемо да су они у једно време били веома блиски, чак толико да је неко писао како је Кнежевић „књажевско сербски дворски сликар” који „живи у Београду на двору србскога књаза где је начинио више добрих образах и подоба књаза Александра и књагиње”. Без обзира да ли је живео или не на самом двору, у времену у 1854/55. књаз и сликар били су у тесној вези због тога што је сликару био „поверен… посао који је замислио књаз Александар: галерија портрета вођа устанка и српских владара Карађорђевића и Обреновића”. Васић оцењује да је „та замисао за оно време била грандиозна и нико други осим Кнежевића… није за то био погоднији”.
Управо у време када се покреће питање мајданпечке цркве, Кнежевић интензивно ради на нарученим сликама. До 1855. године већ је био насликао 16 портрета. Али то не би било пресудно, по нашем мишљењу, да у сусрет овоме предмету није ишла стална а неутажена жеља самога Кнежевића да добија неки ангажман у црквеном сликарству. Појавила се фотографска дагеротипија и Кнежевић је пре него други могао да наслути какве ће погубне последице по сликаре портретисте имати ова техничка новотарија. Материјалну сигурност нудило му је само црквено сликарство, јер су се у ослобођеној Србији цркве градиле на све стране. Али Кнежевић није био у том фаху. Тих и благородан човек, достојанственог и вазда одмереног понашања и „безпорочан у моралном поведенију” није умео да се сналази у „неуметничким” околностима, па га је надирући конкуренција увек престизала у борби за наклоност код црквених мецена.
Може се замислити како књаз — у некој од честих посета атељеу — започиње разговор о мајданпечкој цркви и како се сликар усрдно препоручује за тај посао. Након низа пораза у покушају да се домогне црквеног сликарства, изненада му се указује прилика да пројектује храм а о томе може да преговара директно, без посредника оличених у поткупљивим комисијама, и без конкурената спремних на разна замешатељства.
Кнежевић је добро познавао европски свет, јер је академију завршио у Бечу, а књаз одлично прилике у Мајданпеку, нарочито његову огромну зависност од стручњака из католичких земаља. Из тих околности настаје опредељење за необичан архитектонски стил у коме се, на оригиналан начин православни канони одевају у декоративну форму европске архитектуре XVIII и XIX века. Бондручни систем градње са опеком између дрвене конструкције, при којој дрвени скелет остаје видљив на фасади и ствара ритам вертикала, хоризонтала и укрштених дијагонала — наметнуо се сам по себи. За овај — однекуд названи „швајцарски стил” — имало је тада, у Мајданпеку, пуно оправданих разлога.
Децембра 2009. јавности је први пут представљена слика „Портрет Смиљане Милосављевић” која се налази у приватном власништву.

## Галерија
- Портрет архимандрита Павла Хаџића, 1844.
- Кнез Александар Карађорђевић (1848)[3]
- Карађорђе (1852)[4]
- Јелена Јовановић, Карађорђева жена (1852)[5]
- Алекса Ненадовић (1855)[6]
- Портрет Симе Ненадовића, 1850.
- Јаков Ненадовић (Народни музе Србије).
- Цинцар Јанко Поповић (Народни музеј).
- Димитрије Давидовић (1834)[7]
- Девојка у белом (1851)
- Хајдук Вељко (1852)
- Војвода Милић Дринчић (1855)
- Јован Обреновић (1836)
- Милета Радојковић (1837)
- Јаков Живановић (1861)
- Прота Матеја Ненадовић (1852)
- Узун Мирко Апостоловић (1855)
- Младен Миловановић (1852)
- Стеван Книћанин (1849)
- Љубомир Цинцар Јанковић, 1859.
- Милева Вукомановић, 1843.
- Марко Леко као дечак,  1856.
- Портрет Милоша Обреновића
- Портрет Вука Стефановића Караџића
- Портрет Јанићија Ђурића, између 1852. и 1855.
- Портрет Јеленке Хербез (Мале госпође)